# Aconopterus cristatipennis
Aconopterus cristatipennis är en skalbaggsart som beskrevs av Blanchard 1851. Aconopterus cristatipennis ingår i släktet Aconopterus och familjen långhorningar. Inga underarter finns listade i Catalogue of Life.